# 奧爾山 (羅薩利亞山)
47°41′19″N 16°18′15″E / 47.68861°N 16.30417°E
奧爾貝格山（德語：Auerberg），是奧地利的山峰，位於該國東北部，由下奧地利州負責管轄，屬於羅薩利亞山的一部分，距離霍伊貝格山0.9公里，海拔高度720米。